# Misecznik śliwowy
Misecznik śliwowy, misecznik śliwowiec (Parthenolecanium corni) – owad z podrzędu czerwców należący do rodziny misecznikowatych (Coccidae). Jest szkodnikiem żerującym na drzewach i krzewach liściastych.